# كومونيست (صحيفة)
صحيفة «كوميونست» أي الشيوعي (بالروسية: Коммунист)، والمعروفة باسم «البلشفي» (Большевик) حتى عام ١٩٥٢م، كانت صحيفة سوفيتية ، صدر العدد الأول منها عام ١٩٢٤م.   كان مؤسسوها نيكولاي بوخارين ، وچورچي بياتاكوف ، ويفغينيا بوش.  وكانت الصحيفة النظرية والسياسية الرسمية للجنة المركزية للحزب الشيوعي السوفييتي. 

## تاريخ
في ٣ يناير ١٩٢٤م، أعلنت صحيفة «برافدا» عن إصدار المجلة «السياسية والاقتصادية» للجنة المركزية للحزب الشيوعي الروسي (ب) كإصدار أسبوعي.
بدأت المجلة بالصدور في أبريل/نيسان ١٩٢٤م، بمعدل مرة كل أسبوعين. غطت المجلة قضايا النظرية الماركسية اللينينية ، وتاريخ الحركة الشيوعية العالمية، وبناء المجتمع الشيوعي في الاتحاد السوفيتي. نُشرت مقالات في الفلسفة والاقتصاد والأدب والفن.
بعد المؤتمر التاسع عشر للحزب ، الذي أُعيد فيه تسمية الحزب الشيوعي لعموم الاتحاد (ب) إلى الحزب الشيوعي للاتحاد السوفييتي، في نوفمبر 1952م، أُعيدت تسمية المجلة إلى المجلة النظرية والسياسية «كوميونيست» ، وهي صحيفة صادرة عن اللجنة المركزية للحزب الشيوعي السوفييتي. ومنذ ذلك الحين، بدأت المجلة بالصدور كل عشرين يومًا، بتوزيع 600 ألف نسخة. 
تمت إعادة تسمية المجلة إلى «سفوبودنايا ميسل» (أو سفوبودنايا ميسل ) في بداية التسعينيات.  ولا تزال تُنشر على أساس شهري.  يقع المقر الرئيسي للمجلة في موسكو .   فلاديسلاف ل. إينوزيمتسيف هو رئيس تحرير المجلة. 
في عام 2002م، بلغ توزيع مجلة سفوبودنايا ميسل 4,600 نسخة.  عندما كانت تحمل اسم «كومونيست» ، وزعت المجلة نسخًا أكثر بكثير، حيث بلغ عدد نسخها 700,000 نسخة في عام 1957م، و687,000 نسخة في عام 1965م، و707,000 نسخة في عام 1966م. 

## رفض «نهاية الحضارة»
في عدد صدر عام ١٩٥٥م، ردًا على حجة «نهاية الحضارة»، صوّرت المجلة الاعتقاد السائد بنهاية حتمية للحضارة العالمية بحرب بين الدول الاشتراكية والرأسمالية على أنه مجرد وسيلة «لتسميم عقول الشعوب بالقدرية» وتعزيز شعور قوي بالتشاؤم.  واعتُبر نشر هذه الفكرة وسيلةً لتثبيط عزيمة الاشتراكيين على القتال من خلال التأكيد على نهاية حتمية للعالم.  كما وصف هذا العدد ضمنيًا المعسكر الاشتراكي بأنه «الجديد الناشئ والمتطور»، والمعسكر الرأسمالي بأنه «القديم المُحتضر والمتحلل».  تكشف المجلة عن فهم مبكر لمبدأ الدمار المتبادل المؤكد في وسائل الإعلام السوفيتية، كما هاجمت الإمبريالية الأمريكية.  يصف هذا العدد نفسه الدول الاشتراكية بأنها ديمقراطية، ويصف وحدة المعسكر الاشتراكي «راسخة» بفضل اتفاق عمالها على جميع المسائل المهمة. 
في عام ١٩٥٨م، تم إنشاء قسم للصناعة والنقل لتقديم المشورة إلى هيئة التحرير من وجهة نظر مهنية بشأن المسائل المتعلقة بهذين المجالين. 

## الجدل ضد ماو وجمهورية الصين الشعبية
في عام ١٩٦٩م، هاجمت أعداد عديدة من المجلة الماوية وجمهورية الصين الشعبية. وانتقدت المجلة ماو تسي تونچ لاستخدامه أيديولوجيته لتبرير «الأهداف الأنانية» لـ«جماعة ماو تسي تونچ».  وصُوّرت الماوية على أنها «معادية للماركسية»، وصُوّرت أهداف جماعة ماو تسي تونچ على الساحة الدولية على أنها شوفينية ومهيمنة.   ناقش العدد السابع (١٩٦٩م) باستفاضة الجهود التي بذلتها «جماعة ماو تسي تونچ» لمقاومة المحاولات السوفيتية لتعزيز صداقتهما وتجارتهما.  وبشكل قاطع، صُوّرت حكومة ماو في أعداد عام ١٩٦٩م على أنها تُعطي الأولوية للقومية وتبتعد عن الماركسية واللينينية. كما وجه العدد الخامس (1969م) اتهامات لألبانيا وألمانيا الغربية بالتواطؤ مع ماو تسي تونچ ورفاقه في إنشاء رأس جسر في أوروبا لنشاط عسكري محتمل، بما في ذلك وضع صواريخ نووية محتملة في ألبانيا.  ويستشهد هذا العدد أيضًا بتخفيف العقوبات التجارية من الدول الرأسمالية كأساس لمطالباتهم إلى جانب النمو في التجارة مع ألمانيا الغربية. 

## رؤساء التحرير
- نيكولاي بوخارين (1924–1929)
- فيلهلم كنورين (1930–1934)
- أليكسي ستيتسكي (1934–1938)
- كونستانتين كوزاكوف (1940-1945)
- بيوتر فيدوسييف (1945–1949)
- سيرجي أبالين (1949–1952)
- دميتري تشيسنوكوف (1952-1953)
- أليكسي روميانتسيف (1954–1958)
- فيودور كونستانتينوف (1958–1962)
- فاسيلي بافلوفيتش ستيبانوف (1962–1965)
- أناتولي غريغوريفيتش إيغوروف (1965–1974)
- فيكتور ج. أفاناسييف (1974–1976)
- ريتشارد كوسولابوف (1976–1986)
- إيفان تيموفيفيتش فرولوف (فيلسوف) (1986–1987)
- نايل باريفيتش بيكينين (1987–1991)